# Gradimir Milovanović
Gradimir V. Milovanović (* 2. Januar 1948 in Zorunovac, Opština Knjaževac) ist ein serbischer Mathematiker, der sich mit Analysis und Numerik befasst.

## Leben
Milovanovic studierte an der Universität Niš mit dem Vordiplom in Elektrotechnik und Informatik 1971 und dem Diplom 1974 und wurde 1976  
bei Dragoslav Mitrinović in Mathematik promoviert (Über einige funktionale Ungleichungen, Serbisch). Danach lehrte er an der Universität Niš, an der er 1986 eine volle Professur erhielt und 2004 bis 2006 Rektor war. 2008 bis 2011 war er an der Megatrend University und ab 2011 hat er eine Forschungsprofessur am Mathematischen Institut der Serbischen Akademie der Wissenschaften. 
Er befasst sich mit orthogonalen Polynomen, Interpolation, Numerischer Integration, Approximation durch Polynome und Splines, Ungleichungen und Polynomen (extremale Probleme, Ungleichungen, Nullstellen).
Er war Gastprofessor an der Purdue University, der Universität Potenza und der Universität Pau.
Er ist Mitglied der Serbischen Akademie der Wissenschaften (korrespondierendes Mitglied ab 2006, volles Mitglied ab 2012). Ab 2002 war er Vizepräsident der Serbischen Wissenschaftlichen Gesellschaft. 2006 bis 2010 war er Präsident des nationalen serbischen Rats für wissenschaftliche und technologische Entwicklung und seit 2010 ist er Präsident des wissenschaftlichen Komitees für Mathematik, Informatik und Mechanik des serbischen Ministeriums für Wissenschaft und technologische Entwicklung.

## Schriften
- mit Dragoslav Mitrinović, Th. M. Rassias: Topics in polynomials : extremal problems, inequalities, zeros, World Scientific 1994
- Herausgeber: Recent progress in inequalities, Kluwer 1998
- mit Giuseppe Mastroianni: Interpolation processes. Basic theory and applications, Springer 2008
- Herausgeber mit Th. M. Rassias: Analytic Number Theory, Approximation Theory, and Special Functions. In Honor of Hari M. Srivastava, Springer 2014
- Numerische Analysis (Serbisch), 3 Bände, Belgrad 1981, 1988, 3. Auflage der ersten beiden Bände und zweite Auflage des dritten Bandes 1991